# Medelstads domsaga
Medelstads domsaga var en domsaga i Blekinge län. Den bildades 1848 och upplöstes den 1 januari 1937 (enligt beslut den 12 juni 1936) när den gick upp Östra och Medelstads domsaga.
Domsagan omfattade Medelstads härad med tingsplats i Ronneby och bestod av ett tingslag, Medelstads tingslag.
Domsagan ingick i domkretsen för Hovrätten över Skåne och Blekinge.
Domsagan fanns  även under perioden 1756 och 1762 då den föregicks och efterföljdes av Bräkne, Listers, Medelstads och Östra härads domsaga.

## Häradshövdingar
- 1756-1762 Johannes Timell
- 1848–1873 Mathias Gadd
- 1874–1921 Albert Alexander Lilienberg
- 1921–1936 Carl Fredrik Söderström